# Ralphie Choo
Juan Casado Fisac (Madrid, 18 de diciembre de 1998), conocido artísticamente como Ralphie Choo, es un cantante, compositor y productor español de género urbano, bedroom pop y avant-pop.

## Biografía
Fisac nació en Madrid y se crio en Daimiel, Ciudad Real, después de mudarse con su familia al nacer. Estudió Armonía y Producción Musical en Madrid, siendo influenciado por su madre, la razón principal por la que tomó esta decisión.
Su carrera profesional empezó en 2019, cuando comenzó en la producción musical como hobby tras sufrir una lesión del ligamento cruzado anterior mientras jugaba al fútbol, que le hizo tener que quedarse en casa durante 2 meses. Empezó a usar su voz como instrumento en sus obras en 2021.
Su nombre artístico procede del personaje Ralph Wiggum, de la serie animada Los Simpson, en el episodio Yo amo a Lisa (I choo-choo-choose you, en inglés).

## Carrera musical
Inspirado por la música experimental de colectivos de música como Odd Future y PC Music, Ralphie Choo es fundador del colectivo artístico y discográfica "Rusia-IDK", junto a sus socios de composición Rusowsky, TRISTÁN!, DRUMMIE, y mori, que se conocieron mediante su manager, Jubera. Estos artistas comparten una visión artística similar, que apunta a la creación de una música que combine la música hip-hop con el flamenco y el reggaetón.
La rápida explosión de Choo en la música ocurrió en 2022, con el single "BULERÍAS DE UN CABALLO MALO", que combina la música flamenca y la electrónica, inspirado por el estilo de Rosalía en su álbum El Mal Querer. Esta canción tuvo una fuerte repercusión que llamó la atención de discográficas como True Panther, 4AD y Warner Music, con la que está firmado.
En septiembre de 2023, Ralphie Choo lanzó su álbum debut, Supernova. El álbum combina elementos del R&B, reggaetón, hip-hop y el flamenco. Fue nombrado como uno de los mejores álbumes de 2023 por la revista Variety.Un año después, en septiembre de 2024, Ralphie Choo colaboró por primera vez con la cantante Rosalía en el single "Omega", lanzado el 25 de septiembre.
Casado ha coproducido hasta la fecha varios álbumes, como "Bodhiria", de Judeline; "Chato", de Barry B o "Si Abro Los Ojos No Es Real", de Amaia

## Influencias
Ralphie Choo ha citado a Frank Ocean, Rosalía, y Yung Lean como sus mayores influencias musicales. Como consumidor fiel de la música americana, fue cautivado por la escena del bedroom pop estadounidense. Inspirado por artistas como Rex Orange County y Clairo, trata de introducir el género a la escena española. Fisac ha explicado que su figura artística se ha visto influenciada por el punto de vista "clásico" y "flamenco" de su madre y por la visión "punk" de su padre, citando a Outkast, OK Go, Choker, Kanye West, Oklou, Tyler, the Creator, Childish Gambino y Paco de Lucía como inspiraciones musicales directas.

## Discografía

### Álbumes de estudio
| Título    | Detalles                                                                                    |
| --------- | ------------------------------------------------------------------------------------------- |
| Supernova | - Lanzamiento: 15 de septiembre de 2023 - Discográfica: Warner Music - Formato: LP, digital |